# Östlig tofsbärfågel
Östlig tofsbärfågel (Paramythia montium) är en fågel i familjen bärfåglar inom ordningen tättingar.

## Utbredning och systematik
Östlig tofsbärfågel förekommer på östcentrala, nordöstra och sydöstra delarna av Nya Guinea. Traditionellt inkluderas västlig tofsbärfågel (P. olivacea) i arten, då under det svenska trivialnamnet tofsbärfågel, men denna urskiljs allt oftare som egen art.

## Status
IUCN kategoriserar arten som livskraftig

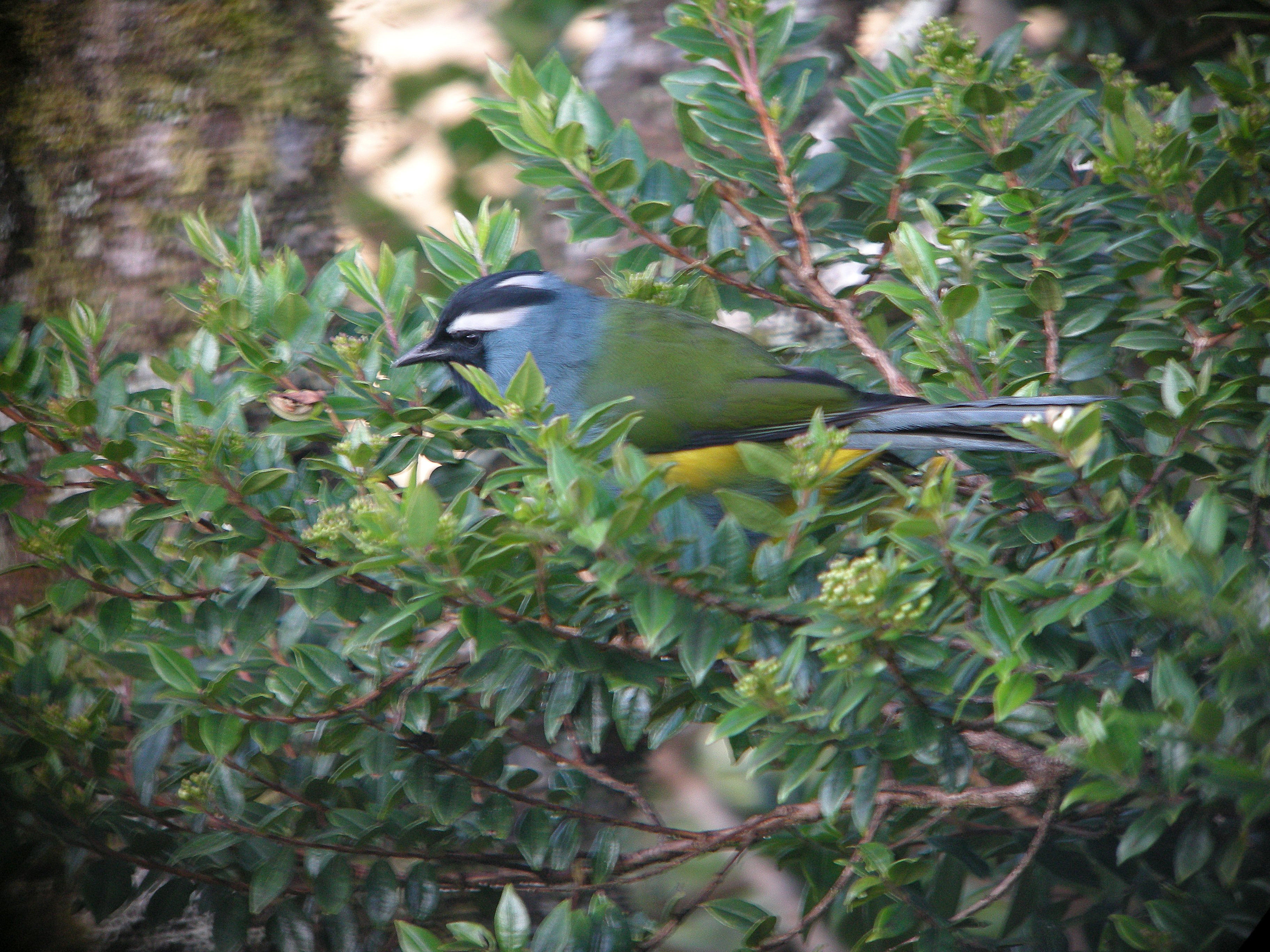